# Biak Muli Sejahtera
Biak Muli Sejahtera is een bestuurslaag in het regentschap Aceh Tenggara van de provincie Atjeh, Indonesië. Biak Muli Sejahtera telt 183 inwoners (volkstelling 2010).